# Dubouzetia campanulata
Dubouzetia campanulata är en tvåhjärtbladig växtart som beskrevs av Panch. och Brongn. & Gris. Dubouzetia campanulata ingår i släktet Dubouzetia och familjen Elaeocarpaceae. Inga underarter finns listade i Catalogue of Life.